# Antonio Dugnani
Antonio Dugnani (Milano, 8 giugno 1748 – Roma, 17 ottobre 1818) è stato un cardinale e arcivescovo cattolico italiano.

## Biografia
Antonio Dugnani nacque a Milano l'8 giugno 1748, figlio del nobile Carlo Dugnani, conte di Terrazzano, e di sua moglie, la contessa Giuseppa Dati della Somaglia.
Dopo aver frequentato l'Università di Pavia e aver conseguito la laurea in utroque iure, divenne avvocato concistoriale a Milano dal 1º giugno 1770.
Ordinato sacerdote il 21 settembre 1771, si trasferì a Roma ove divenne canonico della basilica di San Giovanni in Laterano e consulente della Sacra Consulta dei Riti, oltre a divenire uditore della Camera Apostolica.
L'11 aprile 1785 venne nominato arcivescovo titolare di Rodi e consacrato il 12 giugno successivo a Roma dal cardinale Carlo Rezzonico. Nominato nunzio apostolico in Francia dal 14 giugno 1785, rimase in carica sino al 1791 durante il difficile periodo della rivoluzione francese.
Creato cardinale presbitero nel concistoro del 21 febbraio 1794 per mano del pontefice Pio VI, il 12 settembre successivo ricevette la berretta e il titolo di San Giovanni a Porta Latina. Divenne quindi camerlengo del Sacro Collegio dei Cardinali dal 1º giugno 1795 al 27 giugno 1796. Nominato legato pontificio in Romagna nel 1795, il suo mandato fu interrotto il 25 giugno 1796 dall'invasione dell'esercito napoleonico. Il 7 luglio fu restaurato provvisoriamente il governo pontificio. Il cardinale lasciò Ravenna il 31 gennaio 1797.
Prese parte al conclave del 1799-1800 celebrato a Venezia ove venne eletto papa Pio VII. Successivamente ottenne il titolo cardinalizio di Santa Prassede dal 23 dicembre 1801 e dal 31 ottobre 1804 divenne pro-prefetto della Sacra Congregazione per la Propaganda Fide, rimanendo in carica sino al 16 maggio 1805. Optò quindi per l'ordine dei cardinali vescovi ed ottenne la sede suburbicaria di Albano dal 3 agosto 1807. Nominato vescovo di Imola dal governo italiano di Napoleone il 15 aprile 1806, non occupò la carica senza il consenso del papa che di tale sede era il titolare uscente, offendendo così l’imperatore. Nel 1808, a seguito degli eventi che investirono lo Stato Pontificio, venne deportato a Milano dai francesi e nel 1809 a Parigi. L'anno successivo, non fu presente (adducendo il motivo d'un'indisposizione) al matrimonio tra Napoleone Bonaparte e Maria Luigia d'Austria, e si distinse così tra i "cardinali rossi", ossia devoti al papa. Dopo la restaurazione del papa negli Stati Pontifici, optò per la sede suburbicaria di Porto e Santa Rufina dall'8 marzo 1816 e divenne anche sub-decano del Sacro Collegio dei Cardinali. Prefetto del Supremo Tribunale della Segnatura Apostolica dal 16 maggio 1817.
Morì il 17 ottobre 1818 a Roma, all'età di settant'anni. La sua salma fu esposta alla pubblica venerazione e poi sepolta nella chiesa di Santa Maria in Vallicella a Roma.

## Genealogia episcopale e successione apostolica
La genealogia episcopale è:
- Cardinale Scipione Rebiba
- Cardinale Giulio Antonio Santori
- Cardinale Girolamo Bernerio, O.P.
- Arcivescovo Galeazzo Sanvitale
- Cardinale Ludovico Ludovisi
- Cardinale Luigi Caetani
- Cardinale Ulderico Carpegna
- Cardinale Paluzzo Paluzzi Altieri degli Albertoni
- Papa Benedetto XIII
- Papa Benedetto XIV
- Papa Clemente XIII
- Cardinale Giovanni Francesco Albani
- Cardinale Carlo Rezzonico
- Cardinale Antonio Dugnani

La successione apostolica è:
- Arcivescovo Charles-François d'Aviau Du Bois-de-Sanzay (1790)
- Arcivescovo Jean-Charles de Coucy (1790)
- Vescovo Jean-René Asseline (1790)
- Vescovo Giovanni Battista Iacobini (1814)
- Cardinale Carlo Andrea Pelagallo (1816)
- Vescovo Federico Bencivenni, O.F.M.Cap. (1817)
- Vescovo Gaudenzio Giovanni Antonio Patrignani, O.F.M.Obs. (1818)